# Válka v Mali
Válka v Mali či občanská válka v Mali je řada ozbrojených konfliktů, které začaly od ledna 2012 mezi severní a jižní částí Mali v Africe. Od 16. ledna 2012 začaly boje Tuaregů proti malijské vládě s cílem vytvořit si samostatný stát Azavad. Mali v roce 2013 požádala Francii o pomoc, čímž došlo k obsazení Azavadu. Přes mírovou dohodu v Alžírsku v roce 2015 boje pokračují.
Při konfliktu byla zesílena aktivita Al-Káidy, která zprvu přispěla ke vzniku Azavadu a která už od začátku 21. století operuje v poušti Sahara. Naopak na jihovýchodě Mali na hranicích s Burkinou Faso a Nigerem působí Islámský stát, který začátkem 20. let 21. století zaznamenal velký úspěch v získání sféry vlivu, a to i v Nigeru a Burkina Fasu. Byť mají obě teroristické skupiny stejné nepřátele a byl kvůli nim navýšen počet mezinárodních sil, tak si konkurují a válčí spolu. Al-Káida je brána za umírněnou a Islámský stát za extremistickou organizaci.
Počet islamistů se odhaduje řádově na několik stovek až tisíc bojovníků. Sféra vlivu teroristických skupin se rozšiřuje, nicméně stále nemají plně pod kontrolou téměř žádné území. V Mali stále[kdy?] působí přes pět tisíc francouzských vojáků a stovky dalších z celého světa, avšak francouzský prezident Emmanuel Macron dlouhodobě sděluje, že se Francie hodlá stáhnout.

## Chronologie
Od přijetí nové ústavy referendem v roce 1992 bylo Mali bezprecedentním příkladem demokratické země na severu Afriky. Státní zřízení Mali však nebylo stejně jako u dalších afrických států zvláště stabilní a od začátku 21. století se v severní části země, stejně jako u jiných států Sahary začaly objevovat skupiny napojené na al-Káidu. Obrovský počet muslimských fundamentalistických Arabů sem prchl po občanské válce v Alžírsku (1991–2002) a Libyi (2011), odkud se fundamentalisté zmocnili značné části Kaddáfího těžké výzbroje a také mnoha automobilů. Tuaregy putující na severu do Mauritánie, Alžírska a Nigeru obzvláště vysílilo přetrvávající sucho a kolaps karavanové ekonomiky. Mnozí z nich se uchýlili k obchodu se zbraněmi, otroky nebo zlatem; někteří naléhavě žádají nezávislost. Fundamentalisté, z nichž se stali svého druhu banditi, se dohodli s kočovnými obchodníky a všichni dohromady si osvojili fundamentalistickou rétoriku pomsty proti bezvěrcům.

### 2012

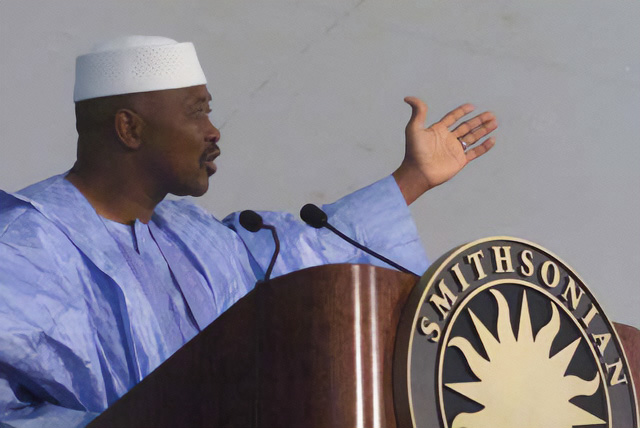
Amadou Toumani Touré v roce 2004

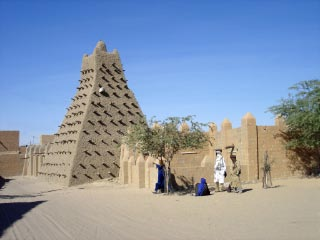
Timbuktu v roce 2006

Válečná situace v Mali v lednu 2013

- 16. leden – Došlo k prvnímu zaznamenanému útoku na malé město Ménaka.
- 17. leden – Kromě útoku na Ménaku byly zaznamenány útoky i Aguelhok a Tessalit.
- 18. leden – Malijská vláda prohlásila, že získala kontrolu nad všemi třemi městy.
- 26. leden – Šéf berlínské kanceláře Světového programu pro výživu Ralf Südhoff prohlásil, že je v Mali situace kritická a zemi hrozí hladomor.[3]
- 28. leden – Zvláštní zpráva OSN uvedla, že se velké množství zbraní a munice z Kaddáfího skladišť po občanské válce v Libyi v roce 2011 dostalo přes hranice do oblasti Sahelu.[4] Dále uvádí, že v Mali existují výcvikové tábory al-Káidy, které jsou napojené na bojovníky Boko Haram.[4] Dle šéfa britské rozvědky MI5 Jonathana Evanse pomohly výcvikovým táborům v severní Africe též podmínky způsobené revolucemi v arabském světě.[5]
- 21. březen – V Mali začal státní převrat proti prezidentovi Amadou Toumani Touréovi a malijské vládě armádou v čele s Amadou Sanogou, který se tak stal de facto hlavou státu.[6] Vzbouřenci obsadili prezidentský palác a zatkli údajně několik ministrů.[6] Ve stejný den vzbouřenci obsadili budovu státní televize a rozhlasu a přerušili vysílání.[6] Po pěti hodinách přerušení se na obrazovce objevila skupina armádních vzbouřenců a poručík Amadou Konaré, mluvčí Národního výboru pro obnovu demokracie a státu, řekl, že se v zemi odehrává státní převrat.[6] Vojáci se kromě hlavního města Bamaka vzbouřili také na základně ve strategickém městě Gao.[6] Během povstání zajali několik vyšších důstojníků.[6] Vzbouření vojáci tím chtěli vyvinout tlak na vládu, aby vyslyšela jejich požadavky.[6] Prezident země Amadou Toumani Touré nicméně na Twitteru ujišťoval, že o vojenský puč nejde.[6] Důvodem nespokojenosti v armádě byl liknavý postup vlády proti vzbouřeným Tuaregům na severu země, kvůli kterým od ledna uteklo 172 tisíc lidí.[6] Z toho přes 90 tisíc uprchlo za hranice, především do Mauritánie, Burkina Fasa a do Nigeru.[6] Tuaregové tradičně stojí v opozici proti centrální vládě a dlouhodobě usilují o nezávislost.[6] Dalším důvodem jejich rebelie je hospodářská situace, neboť obývají jedny z nejchudších oblastí Mali.[6] Tuaregové si dále stěžují, že jsou diskriminováni kvůli světlejší barvě své kůže nebo že si jich vláda ve vzdáleném Bamaku nevšímá.[7]
- 23. březen – Africká unie odsoudila převrat a pozastavila Mali členství.
- 28. březen – Africká unie uvalila na vůdce vojenské junty a na jeho spojence finanční a další sankce.[8] Restrikce zahrnovaly zmrazení účtů a zákaz cestování.[8]
- 30. březen – MNLA a Ansar Dine dobyly Kidal. Ansar Dine ve městě vyvěsilo vlajku.[7]
- 31. březen – MNLA a Ansar Dine dobyly Gao. Ansar Dine ve městě vyvěsilo vlajku.[7]
- 1. duben – MNLA a Ansar Dine dobyly město Timbuktu, nazývané též „perla pouště“.[8] Stejně jako u dvou předchozích měst jim armáda nekladla odpor.[7]
- 2. duben – ECOWAS udělilo finanční a další sankce na Mali poté, co junta v čele se vzbouřeneckým kapitánem Amadouem Sanogou nesplnila požadavek bloku a nezačala předávat moc do rukou lidu.[8] Dále pohrozilo vojenskou intervencí v Mali, když rozhodl povolat do akce své záložní ozbrojené síly.[8]
- 3. duben – V Timbuktu islamisté vystrnadili tuarežské bojovníky a zavedli zde právo šaría.[8][7]
- 5. duben – MNLA oznámila, že získala kontrolu nad teritoriem a zastavuje veškeré ozbrojené akce.[7]
- 6. duben – Tuarežští povstalci jednostranně vyhlásili nezávislost státu Azavad.[7] Zástupci státu slíbili, že budou respektovat hranice se sousedními státy i chartu OSN.[7] Vyzvali mezinárodní společenství, aby jejich stát uznalo.[7] Jako první zareagovala Francie, podle níž nemá vyhlášení smysl bez uznání afrických zemí.[7] Africká unie vyhlášení nezávislosti později odmítla a vyzvala k tomu samému zbytek světa.[7]
- 8. duben – Papež Benedikt XVI. na Svatopetrském náměstí popřál Mali klid a stabilitu.[9] Ve stejný den oficiálně rezignoval svržený Touré.
- 12. duben – Amadou Sanogo na nátlak ECOWAS a dalších organizací oficiálně rezignoval a jako zvolený kompromis byl hlavou státu zvolen Dioncounda Traoré, kterého během puče zmlátil rozzuřený dav. (Traoré se stal pouze prozatímním prezidentem do řádných prezidentských voleb, které se konaly v roce 2013.)
- duben – V dubnu v Mali zemřeli tři členové amerického komanda, když jejich džíp spadl do řeky Niger.[10] Zahynuly i tři Maročanky, zřejmě prostitutky.[10] Zajímavostí je, že americké vrchní velitelství dostatečně neobjasnilo, co tam trojice amerických vojáků dělala.[10] Spojené státy po březnovém převratu své jednotky totiž oficiálně stáhly.[10] (V letech 2007–2013 USA v Mali v rámci vojenského svazu AFRICOM trénovala místní vojáky a vedla i své utajené operace, jelikož Malijská armáda čítala pouze asi 6 tisíc špatně vyzbrojených vojáků a měla vždy problém udržet kontrolu nad teritoriem, kterou si vyhlédla al-Káida.)[10]
- 4. květen – Ve městě Timbuktu Ansar Dine zničila hrobku zapsanou na seznam světového dědictví UNESCO.[11]
- 26.–28. červen proběhla mezi MNLA a islamisty rozhodující bitva o Gao, po které islamisté získali definitivně kontrolu nad městem.[12]
- 30. červen – Bojovníci hnutí Ansar Dine zničili mauzoleum Sidi Mahmúda, čímž celkem zničili tři z šestnácti svatyní v Timbuktu.[13]
- 2. červenec – Islamisté z hnutí Ansar Dine prohlásili, že zničili už 90% posvátných hrobek v Timbuktu.[14] Hrobky patřily svatých mužům súfismu, mystické formy islámu.[12] V ničení hrobek pokračovaly i v červenci, kdy zničili další dvě.[12]
- 12. červenec – Tuarezští rebelové byli vyhnáni islamisty z jejich poslední bašty, města Ansogo, které leží asi sto kilometrů od města Gao.[12] Nomádští separatisté snící o vlastním státě tím přestali mít pod kontrolou jediné město v Mali.[12] Od této doby se separatisté začali pohybovat v malých skupinách a myslet spíše na přežití než na boj.[12] Islamisté tím de facto získali celý Azavad pod kontrolu.[12] (Pro srovnání je Azavad co se do rozlohy území týče desetkrát větší než Česká republika.) Na to reagoval francouzský ministr zahraničí Laurent Fabius, který oznámil, že Francie pravděpodobně pošle své vojáky do Mali.[12] Dodal, že intervenci povede koalice afrických států, ale zapojí se do ní i mezinárodní jednotky.[12]
- 13. červenec – Bylo doporučeno zahájit Vyšetřování Mezinárodního trestního soudu v Mali.
- 27. červenec – Prozatímní prezident Dioncounda Traoré se po dvou měsících léčby v Paříži, kde se zotavoval ze zranění, které na něj spáchal rozzuřený dav během státního převratu, vrátil do hlavního města Mali Bamako a vyzval k zahájení rozhovorů s militantními islamisty.[15] Islamisté mezitím v Azavadu zavedli právo šaría.[15][16][17] Podle Amnesty International mezi srpnem a zářím usekli ruku nejméně sedmi lidem, dopouštěli se sexuálního násilí a verbovali dětské vojáky.[18]
- srpen – Knihovníkům a pašerákům se podařilo za velkého úsilí dostat z Timbuktu vzácné staré rukopisy na jih země.[19] Ironií bylo, že se u nich ve vlhkém podnebí v Bamaku objevovaly známky plísně a začaly trouchnivět.[20]
- 24. září – Mali oficiálně požádalo Radu bezpečnosti OSN o nezbytný mandát k nasazení zahraničních sil států ECOWAS.[18] Malijský prezident Dioncounda Traoré podle BBC zahraniční intervenci nejdříve odmítal, ale po intenzivních diplomatických jednáních souhlasil s umístěním vojáků v hlavním městě Bamako.[18] Francie pro vojenskou akci nabídla logistickou a zpravodajskou podporu, nicméně odmítla vyslat vlastní vojáky, částečně i proto, že severoafrická al-Káida držela několik francouzských rukojmí.[18]
- 11. říjen – Zástupce generálního tajemníka pro lidská práva Ivan Šimonović přišel s alarmující zprávou upozorňující na nedodržování lidských práv v Mali.[21] Podle jeho zpravodajů, kteří mapovali situaci na severu země, islamisté prosazovali nejkrutější tresty jako mučení a věznění v nelidských podmínkách či amputace končetin nebo veřejné mrskání.[21] Šimonović uvedl, že Spojené národy evidují nejméně tři případy veřejných poprav.[21] Dále upozornil, že islamisté porušovali zejména práva žen, které nutili vstoupit do manželství.[21] Jejich rodiny se totiž výhodným sňatkem snažily vydělat.[21] V některých případech byla ovšem svatba jen pouhou zástěrkou a překupníci nutili násilím ženy k prostituci.[21] Radikálové podle něj nakupovali rovněž děti, které bojovníci hnutí Ansar Dine následně cvičili v tom, jak zacházet se zbraněmi, a vychovávali z nich vojáky.[21] Peníze na nákup dětských bojovníků a jejich výcvik povstalci získávali z prodeje drog a výkupného.[21] Dětští vojáci tak posílili řady muslimských extremistů, kteří usilovali o ovládnutí celého západoafrického státu.[21]
- 12. říjen – Bezpečnostní rada OSN schválila rezoluci, která dává regionálním lídrům 45 dní na to, aby naplánovali mezinárodní vojenskou intervenci.[22] V rezoluci rada odsoudila porušování lidských práv.[22] Extremistické skupiny obvinila z držení rukojmí, rabování, krádeže, ničení kulturních a náboženských památek a z náboru dětských vojáků.[22] Částečnou vinu přisoudila malijské prozatímní vládě.[22] Alpha Moulaye Haidara, zástupce obyvatel severního Mali, tvrdil, že islamisté využívali severní část země k obchodu se zbraněmi a drogami a plánování dalších akcí.[22] Islamisté postupně muslimům zakázali kouřit, pít, sledovat sport v televizi, poslouchat muziku a začali připravovat seznam svobodných matek a těhotných žen bez manžela.[22] Podle práva šaría jsou totiž nemanželské vztahy zakázány, čímž ženám v praxi začalo hrozit ukamenování, amputace, či poprava.[22] Islamisté též ženám nařídili zakrývat obličej šátky.[23] Na denním pořádku bylo i hromadné znásilňování žen pod výhrůžkou smrti před očima příbuzných.[24] Někteří Tuaregové tmavší pleti také jako jiné etnické skupiny utekly na jih, jelikož je povstalci vnímali jako otroky.[24] Než OSN vydala rozhodnutí, tisíce lidí se v hlavním městě Bamako zúčastnily protestního pochodu.[22]
- říjen – Islamisté se začali připravovat na vojenskou intervenci států ECOWAS.[22] Podle australské tiskové agentury AAP přijely do Azavadu stovky džihádistů z různých afrických států, aby podpořili zdejší islamisty.[22] MNLA před příchodem afrických vojáků na sever Mali varovala.[22] Tuarežské hnutí prý bylo připraveno jednat s vládou v Mali a sousedními zeměmi o společné strategii proti islamistům.[22] Proti aktivitám, které se měly v oblasti Azavadu odehrát bez jeho souhlasu, bylo ale rozhodnuto bojovat.[22] Francie v tu dobu uvažovala o přesunutí dvou bezpilotních letounů z Afghánistánu a o případné mezinárodní vojenské akci v Mali spolu se Spojenými státy.[22] Francie a Spojené státy si podle všeho začali vyměňovat zpravodajské a bezpečnostní informace z oblasti západní Afriky.[22] Islamisté v tu dobu též drželi jako rukojmí několik francouzských občanů a údajně někteří Francouzi byli i v řadách severoafrických příslušníků teroristické sítě al-Káida.[22]
- 11. prosinec – Malijský premiér Cheick Modibo Diarra v televizi oznámil demisi své vlády krátce poté, co jej zadrželo 20 vojáků.[25] Podle vojáků chtěl uprchnout do Francie a podněcovat nepokoje.[25] Zatčení Diarry v Bamaku přikázal podle agentury AFP vůdce předchozího březnového pokusu o převrat, kapitán Amadou Haya Sanogo.[25] Podle informací agentury AP byl Diarra odvezen do kasáren v Kati, které je nedaleko malijské metropole.[25] Diarra týden předtím svolal demonstraci vyzývající OSN k rezoluci na podporu chystané mezinárodní intervence na osvobození severního Mali od islamistů.[25] Cheick Modibo Diarra byl v dubnu jmenován prozatímním premiérem s úkolem obnovit občanskou vládu po pokusu o převrat.[25] Tři klíčová ministerstva – obrany, vnitra a územní správy – však byla svěřena důstojníkům, kteří mají blízko k březnovým pučistům.[25] Ačkoli moc byla formálně vrácena civilistům, vojáci si udrželi značný vliv.[25]
- 25. prosinec – Papež Benedikt XVI. pronesl: „Kéž Kristovo narození přispěje k návratu míru v Mali a svornosti v Nigérii, kde si zuřivé teroristické činy vybírají další oběti, zvláště mezi křesťany.“[26]

### 2013
- 10. leden – Islamisté obsadili město Konna, které leží asi šest set kilometrů od hlavního města Bamaka.[27]
- 11. leden – Francie vyslyšela volání prozatímního prezidenta Mali a poslala do země v rámci operace Serval své vojáky a letectvo s cílem porazit teroristy a zachránit existenci Mali.[27] Akce francouzských vojáků byla v souladu s rezolucí OSN z předchozího dne.[27] Operace byla koordinována i několika západoafrickými státy.[27] Francouzský prezident Francois Hollande řekl, že operace potrvá tak dlouho, jak bude třeba.[27] Chtěl tak podpořit nejen ochranu malijského státu, ale také obyvatelstva včetně šesti tisíc francouzských občanů žijících v Mali, jelikož už v tu dobu bylo v Mali sedm francouzských rukojmích.[27] Francouzský ministr zahraničí Laurent Fabius uvedl, že teroristé chtěli ovládnout celé Mali a „ustavit teroristický stát“.[27] Dodal, že kdyby Mali padlo do jejich rukou, znamenalo by to ohrožení i pro Evropu.[27] Jejich intervenci podpořila Velká Británie a Spojené státy americké.[27] Německo a Francie vyzvaly své občany v Mali, jejichž přítomnost zde nebyla nezbytně nutná, aby ze země odjeli.[27] Mezi obyvatelstvem Mali se prý začala po dobytí Konny šířit panika.[27] Malijský prezident Dioncounda Traoré kvůli postupu rebelů vyhlásil výjimečný stav a na následující týden si domluvil schůzku v Paříži s francouzským kolegou Hollandem.[27] Spojené státy a Spojené království zvažovaly poskytnutí logistické a zpravodajské pomoci francouzským silám.[28][29] Spojené státy rovněž zvažovaly by mohly při operacích v poušti pomáhat svými bezpilotními letadly.[28]
- 12. leden – Paříž poslala pozemní jednotky chránit malijskou metropoli Bamako a pokračovala v leteckých útocích proti islamistům.[28] Během operace hlásala, že byl dosud zabit jeden francouzský pilot.[28] Po příletu francouzských vojáků malijská armáda ihned zahájila proti povstalcům ofenzívu a začala je zatlačovat zpět na sever.[28] Podařilo se jí dobýt nazpět město Konna v centrální části země.[28] Rada bezpečnosti OSN v prosinci sice rezolucí 2085 schválila vyslání mezinárodní mírové mise do Mali, ale s jejím rozmístěním se z logistických a technických důvodů počítalo až na konec léta nebo na podzim.[28] Vzhledem k vývoji situace v Mali RB OSN o den dříve (11. ledna) vyzvala k urychlenému vyslání mezinárodních jednotek do této africké země.[28] 12. ledna se Francie obrátila na radu, aby urychlila kroky, které by k vedly rozmístění cizích vojáků v Mali a zároveň informovala OSN, že francouzská intervence bude v zemi trvat po nezbytně dlouhou dobu.[28]
- 13. leden – Francouzský prezident kvůli výhrůžkám islamistů nařídil zvýšit ostrahu veřejných budov i dopravních sítí, zejména letišť a nádraží.[29] V zemi tak platil druhý nejvyšší stupeň pohotovosti.[29] Podle malijské armády bylo v uplynulých dnech zabito přes sto islamistů.[29] Na straně Mali byly ztráty podle místního prezidenta následující: 11 mrtvých vojáků a 60 zraněných.[29] I přes množství obětí byli ale místní představitelé s dosavadním průběhem operace spokojeni.[29] Západoafrický regionální blok ECOWAS již oznámil, že do několika dnů do Mali vyšle 2 000 mužů.[29]
- 14. leden – Francouzský ministr zahraničí Laurent Fabius, jehož potěšily rychlé úspěchy na území bývalé kolonie, prohlásil, že boje jsou záležitostí několika týdnů.[30] Odmítl srovnání s několika let trvající operací západních zemí Trvalá svoboda v Afghánistánu.[30] Doplnil, že později může Francie pomoci jako záloha, ale důvod pro setrvání neměl.[30] V Mali v tu dobu působilo 550 francouzských vojáků.[30] Velká Británie poskytla dva velké transportní letouny C17, logistickou podporu měli Francouzi údajně slíbenou také od Dánska a Spojených států.[30] Severoatlantická aliance podle její mluvčí žádnou žádost z Paříže nedostala.[30] Islamisté brali zapojení Francie do bojů jako útok na islám a začali vyhrožovat Francii útoky.[30] Z Pobřeží slonoviny dorazilo asi 30 francouzských tanků a obrněných transportérů, na které dohlížely vojenské vrtulníky.[31]
- 15. leden – Rada bezpečnosti OSN jednomyslně podpořila francouzskou intervenci v Mali.[31] Šéf Spojených národů Pan Ki-mun vyjádřil naději, že vojenský zásah pomůže obnovit ústavní pořádek a teritoriální integritu západoafrické země.[31] Francouzský prezident François Hollande prohlásil, že vojáci jeho země se z Mali jen tak nestáhnou.[31] Francouzští vojáci se podle něj stáhnou až bude Mali bezpečnou zemí, ve které budou fungovat legitimní úřady, volební proces a její území nebudou ohrožovat žádní teroristé.[31] V Mali bylo tou dobou 750 francouzských vojáků, rozmístěných v metropoli Bamako a ve městě Mopti, a očekávalo se, že v nejbližší době jejich počet stoupne na 2 500 mužů.[31] Stále se též očekával příchod tisíců vojáků z afrických zemí, kteří by přišli pomoci s bojem proti islamistům.[31] Nigérie nabídla 600, Senegal 500, Burkina Faso 500, Togo 500 a Benin 300 vojáků.[31]
- 16. leden – Francouzské jednotky se zapojily do pozemních bojů v africkém Mali.[32] Prvním ohniskem bojů se stalo město Diabaly, kam konvoj přibližně 30 francouzských vojenských vozidel vyrazil z hlavního města Mali.[32] Podle reportéra BBC vojákům mířícím do boje s islamisty podél cesty mávali místní obyvatelé.[32] Francouzské jednotky obklíčily město Niono a poté dorazily do Diabaly, kde se zapojili do bojů po boku malijské armády.[32] Podle informací místních obyvatel se džihadisté rozdělili.[32] Přestali se pohybovat ve velkých skupinách, začali do ulic vycházet po čtyřech až šesti lidech a žili neobydlených čtvrtích.[32] Francouzský admirál Guillaud sliboval, že se pokusí předejít civilním obětem.[32] Povstalci se Diabaly zmocnili o dva dny dříve poté, co z města vyhnali malijské jednotky.[32] Francouzský ministr obrany Jean-Yves Le Drian prohlásil, že armáda afrického státu v této oblasti jen s obtížemi vzdoruje ofenzivě povstalců.[32] Přiznal také, že vládní jednotky nedobyly město Konna v centrální části země, jak Paříž před několika dny oznámila.[32] „Odhodlaný a velmi dobře vyzbrojený protivník, kterému čelíme, se nevzdal. Naše vzdušné údery ho ale těžce zasáhly, včetně pozic nacházejících se hluboko na jeho území,“ prohlásil Le Drian.[32] Podle BBC bylo dobytí města Konna a Diabaly klíčové pro další postup na sever a porážku povstalců.[32] Francie měla nyní v Mali přibližně 800 vojáků, podle reportéra BBC jsou mezi nimi i příslušníci cizinecké legie.[32] Paříž vyslala do boje také bojové letouny Rafale, Mirage a helikoptéry Gazelle.[32] Bojové letouny zasáhly budovu islamistické náboženské policie ve městě Niafunke nedaleko starobylého pouštního města Timbuktu.[32] A do boje proti povstalcům se hlásili i Tuaregové, jejich představitelé prohlásili, že byli připraveni postavit se proti svým někdejším spojencům.[32] Byť měla Francie v regionu stovky až tisíce vojáků, bojové letouny a letecké základny v Čadu, s leteckými přesuny vojáků ji pomáhalo Spojené království C-17 Globemastery.[33] S leteckými údery neměla Francie velké problémy, protože islamisté bojovali hlavně lehkými dělostřeleckými zbraněmi pocházejícími z libyjských arzenálů nebo obstaranými výměnou za rukojmí.[33] Podle francouzské rozvědky měli islamisté k dispozici pouze samopaly, pušky, lehké i těžké kulomety a k přesunům využívali skoro výhradně rychlé terénní automobily.[33] Pomoc Francii poskytovaly Spojené státy výzvědnými informacemi a podporou.[33] O logistické podpoře začalo uvažovat i Německo.[33] Přímou materiální pomoc francouzským jednotkám připravovalo také Dánsko, Belgie a Kanada.[33] Severoatlantická aliance francouzskou akci v Mali schválila, nicméně žádnou vlastní akci neplánovalo.[33] Neobdržela žádnou oficiální žádost o asistenci a sama ani záležitost neprojednávala.[33] 16. ledna 2013 bylo také zahájeno Vyšetřování Mezinárodního trestního soudu v Mali.
- 16.–19. leden – Stoupenci radikálního islámu v reakci na francouzské kroky zaútočili nedaleko města Ajn Amanás na jihu Alžírska na stovky pracujících u stanice na zpracování plynu společnosti Sonatrach, kterou vlastnily koncern British Petroleum a norská firma Statoil, a několik z nich zajali.[34][35] Zaměstnanci zrovna cestovali v autobuse do práce, když jim cestu zkřížila tři auta plná islamistů.[34] Alžírští vojáci podnik na těžbu plynu obklíčili.[34] Na místo později alžírská armáda poslala vrtulníky a vojenská letadla a zahájila osvobozovací operaci.[35] Únosci za propuštění rukojmích mj. požadovali ukončení francouzských bojových operací na severu Mali.[34][35][36][37][38] Alžírská vláda zprvu s únosci vyjednávala.[34] Alžírská vláda však odmítla vyjednávat, protože se požadavky islamistů měnily[35] Islamisté chtěli hlavně zajistit bezpečný odchod z místa spolu s rukojmími.[35] Mezi rukojmími byli desítky zahraničních pracovníků z mnoha států světa.[35] Alžírské rukojmí propustila na svobodu.[34] Americké zajatce chtěli militanti vyměnit za vězněné teroristy Áfíu Siddikíovou z Pákistánu a Egypťana Omara Abdel-Rahmána, kteří se podíleli na teroristických útocích proti Spojeným státům.[36] Podle irského svědka, kterému se podařilo uniknout, ale alžírské bezpečnostní síly vyhodily do vzduchu čtyři džípy s rukojmími, aby zabránily únoscům odvézt je mimo plynárenský komplex a následně za hranice Alžírska.[36] Při zásahu Alžírské speciální jednotky zajaly teroristu, který prozradil, že skupina únosců čítá 32 lidí a že ji vede Mochtár Belmochtár.[36] Belmochtár, velitel této elitní jednotky, která si říká Ti, již se podepisují krví či Brigáda maskovaných, se ve stejný den k útoku sám přihlásil.[37][39] Skupinu tam pouze poslal, akce se osobně nezúčastnil.[37] 19. ledna osvobozovací operace rukojmích v plynárenském podniku na východě Alžírska skončila.[37] Ze zhruba 800 zajatců zahynulo nejméně asi 30 zahraničních pracovníků a zhruba stejný počet teroristů.[37] Teroristé rukojmí povraždili, když údajně ztratili naději, že z místa uniknou, a pokusili se podnik zapálit.[37] Mezi zabitými teroristy byl údajně i Abdar Rahmán zvaný podle země svého původu Nigerí, který se v roce 2005 připojil k alžírské Salafistické skupině pro kázání a boj (GSPC), která bojovala o ustavení islámského státu v Alžírsku a roku 2007 se přejmenovala na Organizaci al-Káidy v muslimském Maghribu.[37] K této organizaci se hlásí islamisté, kteří o rok dříve ovládli malijský sever a proti nimž se nyní vede vojenská operace v Mali.[37] Francouzský soudce Marc Trévidic, který se zabýval terorismem, operaci v Alžírsku považoval za Belmochtárův pokus zmocnit se velení radikálních skupin v severní Africe.[37] Mezi jednotlivými veliteli podle něj panovala rivalita.[37] Útok na alžírský podnik byl prý dlouho plánován a Belmochtár k němu dal rozkaz v době, kterou považoval za příznivou.[37] Jeho cílem bylo internacionalizovat konflikt s nemuslimy a stát se hlavou celosvětové svaté války.[37] Vlády Spojených států, Spojeného království a Japonska, jejichž občané byli mezi rukojmími, už dříve Alžír zkritizovala za to, že je nikdo o zásahu armády předem neinformoval.[37] Podobně se vyjádřila nejprve i Paříž, po skončení akce ale francouzský prezident François Hollande prohlásil, že Alžírsko při řešení situace zvolilo správný postup.[37] S teroristy podle něj nebylo možné vyjednávat.[37] Libye a Egypt v souvislosti s tímto incidentem zpřísnily bezpečnostní opatření kolem energetických zařízení.[37]
- 17. leden – Francouzská opozice poukázala na to, že Francie je v zásahu v Mali osamocená.[35] Francouzský ministr obrany Jean-Yves Le Drian se rozhodl jednat v Berlíně s dalšími partnery o větší podporu.[35] Ministři zahraničí EU schválili zapojení 200 instruktorů do výcviku malijské armády, kteří by do bojových operací nezasahovali.[35] Francie v tu dobu měla v Mali už 1 400 vojáků.[35] Očekával se také příchod 3 000 dalších vojáků z afrických zemí.[35] Česká republika začala svou účast v misi zvažovat.[35]
- 18. leden – Islamisté ze skupiny hlásící se k teroristické síti al-Káida pohrozili, že akce v plynárenském komplexu nedaleko Ajn Amanásu nebyla poslední a varovali Alžířany, aby se drželi dál od zařízení zahraničních společností.[36] Paříž i Bamako potvrdily, že se podařilo dobýt z rukou islámských radikálů město Konna.[37]
- 19. leden – V Mali přes výhrůžky islamistů, kteří pohrozili Francii útoky za její účast v konfliktu, francouzští vojáci dále bojovali s islamisty a Francie stále posilovala své jednotky – měla tam už přes 2 tisíce vojáků.[37]
- 20. leden? – Mochtár Belmochtár zveřejnil video, na kterém řekl, že únos zahraničních pracovníků v plynárenském komplexu nedaleko města Ajn Amanás byl odvetou za to, že Alžírsko poskytlo Francii coby své bývalé koloniální mocnosti území a vzdušný prostor a umožnilo jí tak zabíjet „bratry v Mali“.[40] Prohlásil, že je ochoten s Alžírskem a západním zeměmi začít vyjednávat, pokud boje v sousedním saharském státě Mali skončí.[40]
- 21. leden – Francouzsko-malijské síly bez boje obsadily město Diabaly, o které malijská armáda sváděla boj už o týden dříve.[41] Jednotky nenarazily na žádný odpor, jelikož se radikálové z města stáhli po bombových náletech o tři dny dříve.[41] Francouzský ministr obrany postup označil za velký úspěch.[41] Operace v Diabaly přesto stále pokračovala.[41] Povstalci napojení na al-Káidu, pro něž bylo město jedním z hlavních táborů v jižní části obsazeného území, se mohou ukrývat v blízkých lesích.[41] Povstalci napojení na al-Káidu, pro něž bylo město jedním z hlavních táborů v jižní části obsazeného území, se totiž mohli ukrývat v blízkých lesích a mohli stihnout oblast zaminovat.[41] Francie měla k tomuto dni v Mali 2 000 vojáků a stále čekala na příjezd dalších 500 svých vojáků.[40] Jejím cílem stále bylo později operaci předat západoafrickým jednotkám, které měly čítat 5 500 mužů.[40] Ještě před vstupem afrických vojáků do Mali došlo k zabití dvou nigerijských vojáků, které zabili tamní radikální islamisté, protože se jejich armáda chystala připojit k „ničení islámské říše“.[41]
- 23. leden – Při leteckých úderech francouzských sil na cíle radikálů byl v malijském městě Timbuktu zničen palác, který si zde nechal postavit někdejší libyjský vůdce Muammar Kaddáfí a který se během války stal velícím střediskem islamistů.[42] Poslanec za region Timbuktu sdělil, že francouzské údery zničily islamistické zásoby pohonných hmot a zbraní.[42] Palác prý začal hořet.[42] Při náletech byli též zabiti džihadisté.[42] Islamisté v Timbuktu znemožnili fungování mobilních telefonů a pevných telefonních linek, takže navázat spojení s městem bylo obtížné.[42] Jistý obyvatel Timbuktu ale satelitním telefonem sdělil, že terčem úderu se v Timbuktu stala tři nebo čtyři další místa obývaná islamisty a budovy, které patří pašerákům drog.[42] Islamisté pak prý byli ve městě vidět „velmi málo“.[42]
- 24. leden – Mezinárodní federace lidských práv (FIDH) ve své zprávě uvedla, že se maliští vojáci při svém postupu na sever země údajně dopouštěli velkých krutostí, a chtěla, aby podezřelá úmrtí prošetřila nezávislá komise.[43] Vojáci, kteří pochybili, měli být podle ní potrestáni.[43] Podle jejího prohlášení bylo ve městě Sevare údajně popraveno sedm lidí – jak ve vojenském táboře, tak v místní nemocnici.[43] Popravy se údajně odehrávaly i ve městech Mopti a Niono.[43] Někteří z popravených byli údajně obviněni z držení zbraní a z toho, že jsou „komplici“ militantů a jejich informátoři.[43] Jiní přišli o život právě kvůli barvě pleti, jelikož maliští vojáci jsou z velké části černé pleti, zatímco Arabové a etničtí Tuaregové ze severu mají pleť světlou.[43] Malijský armádní velitel Modibo Traore veškerá obvinění odmítl s tím, že jsou „naprosto lživá“.[43] Francouzský ministr obrany Jean-Yves Le Drian ale v rozhovoru pro rozhlasovou stanici RFI připustil, že k popravám docházelo.[43] Prezident François Hollande už dal najevo, že se z toho vedení malijské armády může zodpovídat a mělo by se podobným excesům vyhnout.[43] Podle OSN uprchlo v posledních dvou týdnech kvůli bojům v Mali do okolních zemí přes sedm tisíc lidí.[43] Většina z nich, kolem čtyř tisíc, utekla do Mauritánie.[43] Ostatní pak do Burkina Fasa a do Čadu.[43] V Mali začalo působit tisíc vojáků ze západoafrických států, které jsou sdružené v bloku ECOWAS.[43]
- 25. leden – Ve starobylém městě Timbuktu nefungovala elektřina a byl zde nedostatek pitné vody.[44] Důvodem byl postupný odchod islamistů, kteří sabotovali tamní zařízení.[44] Vládní jednotky postoupily na sever a dostaly se k městu Hombori.[44] Úspěšný postup armády umožnilo bombardování pozic radikálů francouzskými letadly.[44] Islamisté při něm podle malijských ozbrojených sil utrpěli značné škody.[44] Mluvčí ministerstva obrany Diaran Kone řekl, že se podařilo získat zpět město Douentza a že vládní jednotky dál postupují.[44] Malijská vláda zároveň varovala své vojáky před násilím na civilistech.[44] Výzva k respektování lidských práv přišla poté, co skupina vojáků dle agentury AP zabila nejméně tři civilisty na autobusové zastávce v centrálním Mali.[44] Jedna z francouzských lidskoprávních organizací hovořila dokonce o „popravě“ 33 bezdůvodně zabitých civilistů.[44] Dva týdny po zahájení operací francouzsko-malijských sil se islamisté ocitli v defenzivě.[44] Stále sice ovládali značnou část severního Mali, kterou obsadili před deseti měsíci po neúspěšném vojenském puči v zemi.[44] Část z nich však o den dříve vyzvala k mírovému řešení situace.[44]
- 26. leden – Francouzské a malijské jednotky dobyly město Gao na severovýchodě Mali.[45] Tisíce lidí údajně vyšly z domů a slavily příjezd vojenských jednotek.[46] Starosta Gaa Sadou Diallo, který byl dosud v „exilu“ v Bamaku, se mohl večer vydat zpět do města.[45] Francouzské ministerstvo obrany zároveň sdělilo, že kontingenty složené z nigerských a čadských jednotek přijely do oblasti, aby podpořily boj proti islamistům.[45] Spojenci již dobyli několik měst v centrálním Mali, kam islámští povstalci na začátku roku postoupili.[45] V rukou islamistů byly dál města Timbuktu nebo Kidal.[45] Gao dosud platilo za důležitou baštu hnutí Mujao.[45] Tato skupina agentuře AFP sdělila, že chtěla vyjednávat o propuštění francouzského rukojmího, který byl unesen loni v listopadu na západě Mali.[45] AFP napsala, že vyjádření šlo považovat za předehru k vyjednávání s vládou v Bamaku.[45] Francouzi měli v Mali nyní asi 2 500 vojáků.[45] Regionální společenství afrických států plánovalo vyslat 4 000 vojáků, z nichž nejméně polovina v tu dobu do Mali už přijela.[45] Dalších celkem 2 000 vojáků přislíbil poslat Niger.[45]
- 27. leden – Francouzské a malijské jednotky dobyly starobylé město Timbuktu.[47] Nečekaly je zde však žádné boje, do města o den dříve večer vstoupily bez známky jediného odporu.[47] Jednotky poté začaly pracovat na zabezpečení města, protože se radikálové stále mohli mezi 50 tisíci obyvateli města skrývat.[47] Obyvatelé města si už o den dříve posílali zprávy SMS, že francouzské jednotky jsou za branami města.[47] Timbuktu a Gao, dvě ze tří největších měst na severu země, byly tedy pod kontrolou Mali.[47] V držení islámských radikálů tak zůstávalo jen město Kidal.[47]
- 28. leden – Vrchní velení armády a starosta Timbuktu oznámili, že malijská a francouzská armáda má město zcela pod kontrolou.[46] Podle timbuktského starosty ustupující islamisté upálili jistého muže, který na ulici výkřiky „Vive la France“ hlasitě provolával slávu postupujícím francouzským jednotkám.[46] Osvobození města bylo výsledkem koordinované pozemní a letecké operace, do níž se zapojili i výsadkáři.[46] Francouzský prezident François Hollande na postup spojeneckých vojsk v Mali reagoval prohlášením, že Francie nehodlá v Mali zůstat.[46] Po osvobození největších měst v zemi je nyní obnova svrchovanosti v severní části Mali záležitostí afrických sil, řekl prezident.[46] Radikální islamisté podle starosty spálili knihovnu s cennými starověkými rukopisy.[46] Timbuktu bylo v 15. a 16. století africkým duchovním i intelektuálním střediskem islámu a dochovala se v něm vzácná skripta z období před vznikem samotného náboženství.[46] Rebelové se teď z obydlených oblastí stěhovali směrem do rozsáhlé pouště u hranic s Alžírskem.[46] Právě tam také leželo poslední významné místo ovládané militanty napojenými na al-Káídu – město Kidal.[46] Francouzi ho už ostřelovali a brzy plánovaly pozemní invazi.[46] Po očekávaném dobytí Kidalu měla být první fáze operace Serval u konce.[46] Druhou o poznání složitější fází mělo být nalezení a zničení většiny pouštních úkrytů rebelů, což se na území o rozloze větší než samotná Francie jevilo jako nesnadný úkol.[46] Francouzi poslali do své bývalé kolonie celkem 3700 vojáků, z nichž asi 2500 se nachází na území Mali a zbytek slouží v Čadu.[46] Podporovaly ji v tom i Nigérie nebo Burkina Faso.[46]
- 29. leden – Francouzské letouny a helikoptéry přistály během noci na letišti v Kidalu bez jediného výstřelu.[48]
- 30. leden – Francouzské jednotky ohlásily, že obsadily poslední důležité město kontrolované rebely – Kidal.[48] Povstalci totiž podle svědků už město dříve opustili.[48] Radikální islámská skupina Ansar Dine, která měla v Kidalu své sídlo, se podle některých zdrojů stáhla do hornatého regionu u hranic s Alžírskem.[48] Kontrolovala už však jen zlomek původní rozsáhlé oblasti na severu Mali a její muži se skrývali na poušti bez vážnějšího strategického významu.[48] Pozemní Malijská armáda podporovaná francouzskými jednotkami se však teprve ke Kidalu od jihu blížila.[48] Očekávalo se, že až dorazí na místo, první fáze operace Serval skončí a začne fáze druhá, v níž se Francouzi pokusí zničit pouštní úkryty nepřátel.[48] Díky obsazení klíčových center státu, které se tak ocitly mimo ohrožení, mohla vláda na červenec uspořádat řádné volby.[48] Povstalecká skupina, kterou v počátku podporovali také kočovní Tuaregové, se navíc před několika dny rozštěpila.[48] Vznikla umírněná frakce IMA (Islamistické hnutí Azawadu), která se distancovala od teroristů z al-Káidy a chtěla s Francouzi vyjednat mír.[48] Zdálo se, že se boje chýlí ke konci.[48] Vláda Petra Nečase zvažovala, že vycvičí část malijské armády a dodá jí zbraně a munici.[48][49] Zatím intenzivně jednala s Francií, která operaci vedla.[48][49] Ministr zahraniční Karel Schwarzenberg schválil poskytnutí humanitární pomoci Mali ve výši tří milionů korun, a to prostřednictvím Mezinárodního výboru Červeného kříže, který v oblasti působil.[49] Česko už v roce 2012 poskytlo čtyři miliony na pomoc vnitřně vysídlenému obyvatelstvu na jihu Mali i uprchlíkům v Burkina Fasu, Mauritánii a Nigeru.[49]
- 31. leden – Český ministr zahraničí Karel Schwarzenberg oznámil, že Česká republika by mohla do Mali vyslat zhruba tři desítky cvičitelů.[50] Definitivní rozhodnutí o vyslání českých cvičitelů zatím nepadlo.[50] O výcvikové misi v Mali EU rozhodla již dříve, nyní se operace připravovala.[50] Francouzský generál François Lecointre, který misi vedl, chtěl první muže do Mali vyslat někdy v půlce února.[50] Vojáci se měli podílet na spolupráci s velením malijské armády a na urychlené reorganizaci tamních jednotek.[50] Očekávalo se, že by mise mohla začít 12. nebo 18. února a že by její plné nasazení mohlo přijít zřejmě v dubnu.[50] Do té doby podle ministra Schwarzenberga měla i Česká republika rozhodnout o svém příspěvku.[50] Vláda zatím uvažovala o vyzbrojení praporu malijské armády a o vyslání cvičitelů.[50] Francouzský ministr obrany Jean Yves Le Drian prohlásil, že skupiny islamistických bojovníků byly nyní rozprášeny.[50] Uvedl, že od začátku francouzské intervence v Mali před třemi týdny „džihádisté utrpěli těžké ztráty“.[50] To však podle něj neznamenalo, že boje skončily.[50] Odpovědnost za ozbrojenou misi by nyní měly od francouzských jednotek postupně přebírat africké síly.[50] Ministři zahraničí jednotlivých zemí EU rovněž uvedli, že jsou znepokojeni údajným porušováním lidských práv v Mali sužovaném boji.[50] Požadovali, aby tamní úřady situaci prošetřily.[50] Objevily se například zprávy o represích vůči Tuaregům i dalším etnickým menšinám.[50] Karel Schwarzenberg řekl, že porušování lidských práv v době války je známou skutečností.[50] Podle šéfů unijních diplomacií bylo také nezbytné, aby se malijské úřady začaly urychleně zabývat vypracováním „cestovní mapy“ pro období po skončení bojů.[50] Šlo o jednu z podmínek pro odblokování milionů eur z rozvojové pomoci, která byla po puči z března 2012 částečně pozastavena.[51]
- 2. únor – Do osvobozeného Timbuktu přijel francouzský prezident Francois Hollande.[51] Ve městě byl mezi místními vítán jako hrdina.[51] Při jeho návštěvě Mali obdržel od místních úřadů velblouda jako výraz díků za pomoc v jejich zemi.[52] Hollande dar zdvořile odmítl, protože by bylo obtížné zvíře dopravit do Francie, a navíc by nepřežilo v tamějších podmínkách.[52] Jistý chudý farmář, jenž přišel o svůj dům při bojích a byl nucen přesídlit do uprchlickém tábora v Mauritánii, se později ke zvířeti přihlásil a chtěl ho vrátit.[52] Zvíře nicméně po Hollandově odmítnutí dostal jiný majitel.[52] Hollande do Mali mj. přijel jednat i o tom, zda se Francouzi budou i nadále podílet na boji s islamisty, kteří ustoupili do pouště.[51] V Timbuktu se mezitím téměř po roce otevřely školy.[51] Islamisté totiž požadovali oddělení chlapců od holek a vyučování v arabštině, kterou ve městě ovládal málokdo.[51] Onen velbloud, který měl být nejdříve přepraven z Timbuktu do Bamaka, kde měl být očkován, podstoupit karanténu a následně odcestovat do pařížské zoo, připadl na přání Hollanda tamnímu zemědělci.[53] O několik dnů později ho nový rolnický majitel zabil, aby jím nakrmil svou rodinu.[53]
- 5. únor – Byla zahájena americká Operace Juniper Shield – Niger.[54] Její součástí je základna pro bezpilotní letouny, které jim mají pomoci v boji s islámskými radikály.[54] Niger skýtá jednu zásadní výhodu: svou centrální polohou totiž tvoří strategické místo, odkud lze letouny vysílat do velké části západní Afriky.[54] Bezpilotní stroje zatím působí hlavně v Mali a právě Nigeru.[54] Americká armáda do Nigeru vyslala kromě letounů Predator více než sto vojáků na „shromažďování informací“.[54] Jejich úkolem je sledovat extremistické skupiny v regionu, ale i pomáhat francouzským jednotkám v Mali.[54] Američané záznamy z přeletů sdílí s francouzskými a africkými spojenci v Mali.[54] Letouny v tuto chvíli nebyli vybaveny zbraněmi, avšak nešlo vyloučit, že v budoucnu by s raketami Hellfire nelétaly.[54] Americká základna se nachází konkrétně ve městě Niamey na západě Nigeru.[54] Právě tento nehostinný terén na severozápadě Afriky si vybírají různé radikální islamistické skupiny často napojené na al-Káidu.[54] Proto se na toto území zaměřila i pozornost Spojených států.[54] Stejně jako další americké základny pro bezpilotní letouny v Africe, i ta nejnovější byla obestřena tajemstvím.[54] Pentagon „tiše“ připustil její existenci, ale neprozradil žádné další detaily.[54] Nigerský prezident Mahamadou Issoufou byl sdílnější.[54] Prohlásil, že vojenskou přítomnost Spojených států vítá, bez ní by totiž Niger nemusel být schopen ubránit své hranice před islamistickými ozbrojenci z Mali, Libye či Nigérie.[54] Bezpilotní stoje Američané už použili například v Afghánistánu, Iráku, Pákistánu, Jemenu, Libyi a Somálsku.[54] V Africe už měly Spojené státy několik základen, například v Džibuti, Etiopii a na Seychelách.[54]
- 6. únor – Podle francouzského ministra obrany Jeana-Yvese Le Driana bylo zabito několik stovek džihádistů.[52] Šéf francouzské diplomacie Laurent Fabius zároveň uvedl, že vojáci by se mohli začít z Mali stahovat již v březnu.[52] Francouzi dosud přišli pouze o jednoho pilota.[52] Podle malijských úřadů zemřelo v bojích 11 jejich vojáků a dalších 60 jich bylo zraněno.[52] Šlo zejména o oběti velké bitvy u města Konna.[52] V Mali v tu dobu působilo už 4 000 francouzských vojáků a stovky dalších z afrických států.[52] Útoky na povstalce nicméně neustávaly, Francouzi i nadále bombardovali oblast právě na sever od města Kidal, kde mají islamisté některé své úkryty.[52] V těchto místech mělo být navíc stále drženo sedm francouzských rukojmích.[52] Vojáci rovněž zajali několik vysoce postavených představitelů islamistů, kteří byli nyní v malijských věznicích a měli se ze svých činů zodpovídat před místními soudy.[52] 6. února česká vláda schválila vyslání vojenských sil do Mali.[55] Její vojenské síly měli malijské vojáky cvičit.[55] Souhlas s mandátem musel ještě vyslovit parlament.[55] Podle Petra Nečase měla mise trvat nanejvýš rok a čtvrt v souladu s výcvikovou operací EU, jejíž měla být součástí.[55] Českých vojáků do Mali mělo odcestovat nanejvýš 50 a měli působit na základnách malijské armády a mimo oblast bojů.[55] Předseda vlády a ministr obrany Nečas řekl, že by se vojáci měli zapojit do výcviku mechanizované pěší jednotky malijské armády o velikosti jednoho praporu, a zdůraznil, že se mělo jednat o výcvikovou, nikoliv bojovou misi.[55] První náměstek ministra obrany Vlastimil Picek řekl, že čeští vojáci měli při výcviku ozbrojených sil jiných států bohaté zkušenosti z Balkánu, Iráku a Afghánistánu.[55] Premiérem popsané parametry mise vyhovovali podmínkám ČSSD: že se Češi budou věnovat jen instruktáži a ne boji, že vláda jasně omezí početnost jednotky a časový rámec operace a že mise bude hrazena z rozpočtové kapitoly ministerstva obrany bez využití dalších peněz z rozpočtu.[55] Souhlas ČSSD byl nezbytný proto, že operaci musely schválit obě komory parlamentu, přičemž v Senátu měla ČSSD nadpoloviční většinu.[55] Tehdejší předseda ČSSD Bohuslav Sobotka avizoval, že pokud tyto podmínky vláda bude respektovat, sociální demokracie si bude moci představit, že vyslání sil umožní.[55] Lubomír Zaorálek doplnil, že tvářit se, že se nás Mali netýká, by bylo poměrně naivní.[55] Vojáci EU se měli podílet na spolupráci s velením malijské armády a na urychlené reorganizaci tamních jednotek.[55] Česká vláda také stále uvažovala o vyzbrojení praporu malijské armády.[55] Poskytnout měla především zbrojní techniku, například ruční palné zbraně a munici.[55] (Armáda Mali se podle dostupných informací skládala ze dvou tankových a čtyř pěchotních praporů.[55] Dále čítala po jednom praporu speciálních sil, parašutistů a ženistů a po dvou praporech protivzdušné obrany a dělostřelectva.[55] Měla 7 350 mužů sloužících na bázi povinné vojenské služby a necelých pět tisíc členů polovojenských jednotek, čímž byla početně výrazně menší než česká armáda, přičemž operovala na šestnáctkrát větším území.[55])
- 7. únor – Předseda anti-extremistické Quiliamovy nadace Maajid Nawaz varoval, že islamisty narozené v Evropě, kteří vyhledávají napětí a boje, fascinuje pustošení Sýrie, Libye, Mali a Somálska muslimskými radikály.[56] Radikalizování muslimové v Evropě se podle něho nebudou bát ani zabít.[56]
- 9.–11. únor – Probíhala třetí bitva o Gao.[57] Islamisté z Hnutí pro jedinečnost a džihád v západní Africe se infiltrovali do ulic Gaa a uchylovali se zde i k sebevražedným útokům na malijské jednotky, které město po druhé bitvě o Gao spolu s francouzskými jednotkami o několik dní zpátky osvobodili.[57] První přestřelky se odehrály poblíž hlavní policejní stanice.[57] Vlna bojů následovala po sebevražedném útoku u severního vstupu do města 10. února.[57] Civilisté se podle všeho zabarikádovávali ve svých domech.[57] Malijské jednotky ve spolupráci s francouzskými vojáky ihned po sebevražedných útocích posílily bezpečnostní opatření ve městě.[57] Hranice Gaa obcházeli ozbrojené hlídky a lidé při vstupu do města podléhají přísným kontrolám.[57] Islamisté v oficiálním prohlášení uvedli, že budou pokračovat v sebevražedných útocích na členy malijských jednotek a jejich spojence.[57] Podle reportéra BBC se boje přesunuly i do dalších částí města.[57]
- 13. únor – Podle upřesněných požadavků EU byla Česká republika podle Vlastimila Picka připravena vyslat od dubna nejprve třicet českých vojáků k ochraně velitelství mise v Bamaku.[58] Ve druhé rotaci, která měla začít v říjnu, se pak měli do výcviku místních ozbrojených sil zapojit i čeští vojenští instruktoři.[58] Ochrana hlavního velitelství byl podle Picka pro české vojáky prestižní úkol.[58] Zopakoval, že mise EUTM Mali je misí výcvikovou a její příslušníci, tedy ani čeští vojáci, se nebudou aktivně účastnit bojových akcí.[58] Mluvčí ministerstva obrany Jan Pejšek doplnil, že vojáci odletí do mise vyzbrojení a že s nimi do Afriky poputuje i několik obrněných vozidel Iveco a Land Rover.[58] Zbraně podle něj využijí pouze v případě sebeobrany.[58] V této chvíli se vojáci mise už intenzivně připravovali a procházeli i nezbytnou zdravotnickou přípravou.[58] Podle vývoje situace v africké zemi bylo pak Česko připraveno poskytnout ještě dalších 20 vojáků, kteří mohli cvičit speciální síly nebo policisty.[58] Mělo se jednat o pyrotechniky, kteří by malijské jednotky učili zneškodňovat nástražné systémy.[58] Jednání ministrů obrany unie v irském Dublinu se účastnil velitel připravované mise francouzský generál François Lecointre.[58] Francie, která přispěchala Mali na pomoc, chtěla postupně své jednotky ze země stáhnout a vsadit právě na výcvik malijských ozbrojených složek.[58] To měla zajistit unijní mise, ale také vojáci okolních afrických zemí.[58] Lecointre a ministr obrany Irska Alan Shatter poděkovali ČR za vstřícný přístup.[58] Náklady na misi českých vojáků ve výši zhruba 220 milionů korun měly být hrazeny z rozpočtu ministerstva obrany.[58] S vysláním vojáků ale musel souhlasit ještě parlament.[58]
- 14. únor – Islámští radikálové nechali v Timbuktu kromě jiného i tajný dokument s popisem své strategie a také vnitřních sporů.[59] Podle profesora islámu z univerzity v Toulouse Mathiea Guidereho to byl vůbec první dokument organizace al-Káida v muslimském Maghribu, jehož části byly zveřejněny.[59] Organizaci Al-Káidy v muslimském Maghribu (AQIM) svou dokumentaci čísluje a tento dopis byl označen čísly 33/234.[59] Dle Guidera je nejvýznamnější to, že dopis odhaluje spory uvnitř organizace o tom, jakým způsobem má být šaría prosazována.[59] Z obsahu vyplývá, že byl dokument napsán loni v létě, kdy islamisté obsazovali severomalijská města a ničili také neislámské památky.[59] Text svědčí o tom, že se radikálové snaží vyvarovat chyb, které činili v Somálsku a Alžírsku, když se snažili islámské právo zavádět tvrdými prostředky.[59] Vedení AQIM zjevně také pochopilo význam tzv. arabského jara, tedy revolucí, jimiž Arabové svrhli diktátory politickým protestem a postavili tak na hlavu učení Al-Káidy o tom, že vlády mohou být svrženy jedině ozbrojeným bojem.[59] Radikálové podle spisu předpovídali vojenskou intervenci a obávali se jí.[59] Počítali s tím, že se v takovém případě nakrátko stáhnou do pouště, ale budou v oblasti dále působit.[59] Aby získali další spojence, jsou prý ochotni učinit krátkodobé ideologické ústupky.[59] Pod devítistránkovým dokumentem nalezeným v domě, který islamisté asi rok používali, je podepsán abú Musab Abdal Vadúd, což je válečné jméno Abdal Malika Drúkdala, který velí Organizaci Al-Káidy v muslimském Maghribu (AQIM).[59] Dopis je v bodech, které sumarizovaly chyby a úspěchy bojovníků svaté války v Mali.[59] Drúkdal jim například vyčítal, že postupovali příliš rychle a počínali si moc brutálně při vynucování islámského práva.[59] Doporučil, aby se chovali citlivěji, podobně jako rodiče k dítěti.[59] Drúkdal, který osobně znal Usámu bin Ládina a sám je znám jako organizátor sebevražedných atentátů, svým druhům v Mali vyčítá zejména to, že ničili historické památky v Timbuktu, že krutě trestali nevěru ukamenováním, bránili ženám vycházet a dětem hrát si.[59] A že prohledávali lidem domy.[59] Právě tím prý ztratili přízeň místních lidí.[59] Drúkdal také radí získat si lokální skupiny rebelů, kteří bojují za své zájmy.[59] Což se v Mali také stalo, když se k islamistům připojili separatističtí Tuarégové.[59] Loni sice uzavřeli dohodu, ale vydržela jenom krátce a islamisté nakonec sekulární rebely ze severomalijských měst vyhnali.[59]
- 19. únor – Poslanecká sněmovna Parlamentu České republiky odsouhlasili vyslání českých vojáků do afrického státu Mali v rámci mise Evropské unie.[60] Návrh musel ještě schválit Senát Parlamentu České republiky.[60] Náklady mise pro rok 2013 se odhadovaly na 135 milionů korun, obdobnou částku mělo Česko vydat také příští rok.[60] Češi měli v Mali strávit celkem 15 měsíců, opustit svou domovinu měli už v dubnu.[60] Nejprve měli hlídat základnu v hlavním městě Bamaku, v dalších šesti měsících se pak zapojit do výcviku jednotek malijské armády pro boj proti islamistům na jihozápadě země.[60] Pro návrh nakonec zvedlo ruku 130 ze 179 přítomných poslanců, proti bylo 33 poslanců.[60] Nutných přitom bylo nejméně 101 hlasů.[60] Petr Nečas zdůraznil, že mise bude nebojová, zaměřená pouze na výcvik.[60] Ministr zahraničí Karel Schwarzenberg uvedl, že účast v misi je v českém zájmu.[60] Snaha islamistů ovládnout oblast podle něj představuje bezpečnostní hrozbu.[60] „Pokud by Česká republika do mise nepřispěla, nemohla by aktivně bránit svou bezpečnost a poškodilo by nás to v očích spojenců,“ řekl.[60] Česká republika plánovala do Mali poslat své nejlepší vojáky a kromě toho dodat malijské armádě i zbraně, které už sama nepotřebovala.[60] Do Afriky tak měly putovat například vyřazené samopaly vzor 58, které ve výzbroji české armády nahradily nové útočné pušky.[60] V plánu byla také dodávka pistolí, kulometů a munice.[60] Vše se mělo upřesňovat podle požadavků malijské vlády.[60] V tu dobu přišly o životy už stovky až tisíce islamistů.[60]
- 22. únor – V Timbuktu byl nalezen manuál s 22 body, jak se bránit možnému nebezpečí ze strany bezpilotních letounů.[61] Autorem manuálu nalezeného v malijském Timbuktu byl Abdalláh bin Muhammad, vysoce postavený člen al-Káidy.[61] Část dokumentu byla zveřejněna na stránkách extremistických skupin už v červnu roku 2011, měsíc po smrti Usámy bin Ládina.[61] Text dokumentu byl několikrát přetištěn i v celé řadě arabských novin, pro západní mocnosti však zůstával až dosud neznámým.[61] Několika radami do něj údajně před svou smrtí přispěl i nejhledanější terorista Usáma bin Ládin.[61] Materiál podle expertů jasně dokazuje, jak se al-Káida přizpůsobuje nasazování moderní bojové techniky armád západních mocností, a zároveň poukazuje na stále větší koordinaci jednotlivých buněk této teroristické organizace.[61] Veterán CIA Bruce Riedel některé z opatření proti bezpilotním letounům považuje za zastaralé, celkově však varuje, že postupy al-Káidy dávají smysl.[61] Plukovník Cedric Leighton, který stál za nasazením bezpilotních letounů do boje proti terorismu, řekl, že se nejedná o žádné hloupé techniky.[61] Jednou z rad bylo například ukrýt se před bezpilotními letadly pod stromy.[61] Obyvatelé malijského města Diabaly potvrdili, že islamističtí bojovníci se často skrývali pod vzrostlými mangovníky.[61] Jeden z místních učitelů dokonce popsal, že islamisté si za svou základnu cíleně zvolili dům, který je obehnán množstvím vzrostlých stromů.[61] V Tibuktu pak rebelové využívali stromů k zaparkování svých automobilů.[61] Asse Ag Imahalit, zahradník z Timbuktu, vypověděl, že na vlastní oči viděl skupinu islamistů, kteří své vozy maskovali směsí cukru, hlíny a vody.[61] 22. února bylo na severu Mali v těžkých bojích zabito 13 čadských vojáků a 65 islamistů.[62] Dalších pět čadských vojáků bylo zraněno.[61] Vojáci Čadu zničili pět vozidel islamistů.[62] Boje se odehrály v horském masivu Ifoghas poblíž hranic s Alžírskem.[62] Čad měl v Mali asi 2 000 vojáků.[62] Spojené státy ve stejný den oznámily, že vyslaly stovku vojáků do Nigeru.[62] Ze západoafrické země sousedící s Mali měli vojáci podle prezidenta Baracka Obamy řídit nepilotované průzkumné lety nad Mali a zajišťovat sdílení informací s francouzskými silami.[62]
- 25. únor – Francouzští a čadští vojáci zabili Abdala Hámida abú Zajda, velitele al-Káidy v islámském Maghrebu. Francie jeho smrt oficiálně potvrdila po testech DNA až 23. března stejného roku.[63] Abú Zajdovi bylo 46 let a jeho skupina patřila k nejbrutálnějším.[63] V roce 2009 unesla britského turistu Edwina Dyeraa a podle svědků ho zabil osobně abú Zajd.[63] Před dvěma lety unesla čtyři francouzské rukojmí v uranovém dole v Nigeru a jejich osud je dodnes otevřený.[63]
- 2. březen – Čadská armáda v prohlášení uvedla, že v poledne 2. března zničily její ozbrojené síly operující v severním Mali základnu teroristů.[64] Při útoku údajně zemřelo několik ozbrojenců včetně jejich vůdce Mochtára Belmochtára.[64] Později se však ukázalo, že Mochtár Belmochtár je naživu.
- 8. březen – Jednotka českých vojáků, která se připravovala na misi do Mali, právě ukončila zkrácenou přípravu.[65] Její vojáci se už také nechali očkovat proti nemocem, které jsou pro tuto oblast typické jako žlutá zimnice, cholera či malárie.[65] Součástí přípravy byly ale také intenzivní přednášky expertů na africký kontinent.[65] Většina vojáků, kteří do Afriky odletěli, už v minulosti působila například v Afghánistánu.[65] Jednotka byla vyzbrojena novými útočnými puškami BREN a v Mali měli vojáci k dispozici tři vozidla Land Rover 130 „Kajman“ a stejný počet lehkých obrněných vozidel Iveco.[65] Techniku nechala armáda do Afriky přepravit pomocí velkokapacitních letounů An-124 Ruslan a Il-76.[65]
- 13. březen – Senát Parlamentu České republiky schválili vyslání českých vojáků do afrického Mali.[66] Náklady mise pro rok 2013 se odhadovaly na 135 milionů korun a zhruba stejně na rok 2014.[66] Pro vyslání vojáků hlasovalo 61 senátorů ze 69 přítomných.[66] Potřeba bylo přitom nejméně 41 hlasů.[66] Tři senátoři byli proti a pět se zdrželo.[66] Skeptický k misi ohledně finančních nákladů byl například senátor Jaroslav Doubrava, který před hlasováním mluvil o matkách tělesně postižených dětí, které by uvítaly příspěvek na zdravotnické pomůcky, které by umožnily pohyb jejich dětí.[66]
- 14.–16. březen – Do Mali se během tří letů vydalo všech 34 českých vojáků s veškerou výzbrojí, výstrojí a technikou.[67] S posledními 24 chrudimskými vojáky se 16. března ráno před odletem rozloučil zástupce ředitele Společného operačního centra Jaroslav Kankia.[67] „Nejsložitější mise jsou vždy ta první a poslední. Vy jste první a já jsem přesvědčen, že svůj úkol splníte,“ řekl vojákům generál.[67]
- 19. březen – Prezident François Hollande oznámil příbuzným Francouzů, kteří jsou momentálně drženi jako rukojmí v zahraničí, že Francie za ně výkupné nezaplatí a bude i proti tomu, aby to udělal kdokoli jiný.[68] Hollande prohlásil, že je nemyslitelné platit organizacím, proti kterým Francie vede válku.[68] Podle listu The Telegraph únosci zadržovali patnáct Francouzů, mezi nimiž byli i ženy a děti.[68] Všichni se přitom do rukou únosců dostali v Africe.[68] Důvodem atraktivity Francouzů pro únosce mohla být právě i ochota vlády zaplatit výkupné za své občany.[68] Francouzská vláda sice vždy oficiálně odmítla s únosci vyjednávat, ve skutečnosti však s pomocí prostředníků vždy požadovanou částku zaplatila.[68]
- 20. březen – Severoafrická odnož al-Káidy (al-Káida v islámském Maghrebu) (AQIM) oznámila, že zabila francouzského podnikatele, působícího v oboru geologie, kterého držela v zajetí od listopadu 2011, kdy jej unesla z hotelového pokoje spolu s jeho kolegou, Sergem Lazarevicem, v malém městečku Hombori v centrální části Mali, kam se vydali na obchodní cestu.[69] Oznámila to přes své webové stránky.[69] Poprava rukojmí byla prý odplatou za francouzskou intervenci v Mali.[69] Teroristé varovali, že osud dalších zajatců byl v rukou francouzského prezidenta.[69] Ten však vyjednávat s islamisty odmítal.[69] Pravdivost prohlášení teroristů o popravě se ovšem nepodařilo potvrdit a incident nekomentovalo ani francouzské ministerstvo zahraničí.[69] Mluvčí odnože AQIM, vystupující pod pseudonymem Al-Káirawaní, uvedl, „že špiona zabili 10. března v reakci na francouzskou vojenskou intervenci na severu Mali“.[69] „Francouzský prezident Hollande je zodpovědný za životy ostatních francouzských rukojmí,“ citovala Al-Káirawaního mauritánská agentura Nouakchott.[69] Nouakchott představoval kanál, prostřednictvím něhož často dával AIQM vědět světu o svém působení.[69] Kromě pravděpodobně zesnulého Verdona zadržovali v Africe islámští radikálové dalších čtrnáct francouzských občanů.[69] O šestici z nich se mělo za to, že je teroristé věznili právě v bojích zmítaném Mali.[69] Příslušníci AQIM čtyři z nich zajali už v roce 2010 v uranovém dole na severu Nigeru, kde se na těžbě suroviny podílela francouzská firma.[69] Po dobytí strategických měst však boje trvaly i nadále, ale postup spojeneckých vojsk komplikoval obtížný pouštní terén.[69]
- březen – Francie podle původního plánu v březnu své vojáky nestáhla a uvažovala, že je v zemi nechá do léta.[63] Boje i po obsazení největších měst na severu Mali pokračovaly.[63] Boje se soustřeďovaly v horách na severu u alžírské hranice, do některých už osvobozených měst se islamisté vraceli a vyvolávali nové přestřelky.[63] Rašád Bajúmí z egyptského vedení Muslimského bratrstva Francii vyzval, aby své vojáky z Mali stáhla.[63] O intervenci hovořil jako o kolonialismu.[63] „V žádné zemi se kolonialismus neudržel. Doufáme, že Francii svou strategii přehodnotí, protože jinak prohraje,“ podotkl Bajúmí.[63]
- 30. březen – Téměř patnáct set lidí muselo večer narychlo opustit Eiffelovu věž v Paříži.[70] Důvodem byl anonymní telefonát z budky na pařížském předměstí v 19 hodin, který ohlásil výbuch na půl desátou večer.[70] Policie prohledávala dominantu města a její okolí s cvičenými psy, žádné výbušniny ani jiné podezřelé předměty však nenašla.[70] Kvůli bezpečnosti však věž zůstala uzavřena.[70] Podobné anonymní hrozby, jejichž terčem bývají pamětihodnosti a veřejné objekty, jsou ve francouzské metropoli poměrně běžné, ale úřady je zvláště nyní nepodceňovali.[70] Podle serveru britského deníku The Mirror posílily francouzské orgány v posledních týdnech protiteroristická opatření v souvislosti s možným ohrožením země kvůli jejich vojenské intervenci v Mali.[70]
- 1. duben – Čeští vojáci začali na velikonoční pondělí plnit své úkoly v rámci vojenské mise Evropské unie v Mali.[71] Chrání velitelství mise v hlavním městě Bamaku.[71] Základnu měli Češi střežit půl roku.[71] Poté měli přejít k výcviku příslušníků malijských ozbrojených sil, pokud by o to EU požádala.[71] Mluvčí českého ministerstva obrany Jan Pejšek dodal, že v takovém případě by se český tým vyměnil a do Mali by odjeli vojenští instruktoři.[71] Mise měla mandát zatím na 15 měsíců.[71] Malijské armádě čeští vojáci měli poskytnou vybavení, které už sami nepotřebují: zbraně, munici i elektrocentrály.[71] Velitel české jednotky Marek Štěpánek už dříve řekl, že neočekává, že by čeští vojáci museli čelit útokům muslimských radikálů.[71] Boje se totiž vedly daleko od hlavního města.[71] Většina ze 34 českých příslušníků, kteří do Mali odcestovali, je ze 43. výsadkového praporu v Chrudimi.[71] Zkušenosti z misí už měli.[71] Sloužili v Afghánistánu, Kosovu, Bosně a Hercegovině.[71] V Mali se museli vyrovnat mimo jiné i s náročnými klimatickými podmínkami.[71] Základem pro zahájení výcvikové mise EU byla rezoluce Rady bezpečnosti OSN a žádost malijské armády.[71] Zapojení do akce EU v Mali nebylo první působení českých vojáků v Africe, nicméně bylo od druhé světové války nejpočetnější.[71]
- 4. duben – Velitel české jednotky Marek Štěpánek prohlásil, že reakce na naši přítomnost jsou ze strany místních obyvatel prakticky jen kladné.[72] Češi mají na starost kompletní ochranu velitelství výcvikové mise EU (EUTM).[72] Výsadkáři zajišťují také doprovody hlavních představitelů velitelství operace a logistické konvoje, čemuž podle Marka Štěpánka podléhá režim celé jednotky.[72] Vojáci byli na případné napadení připraveni reagovat, byť se nacházeli daleko od místa bojů.[72] Čeští vojáci jsou ubytováni přímo v areálu velitelství, kde mají veškeré potřebné zázemí.[72] Jediné, s čím se ještě vyrovnávali, je podnebí.[72] „Teploty dosahují ve stínu přes 40 stupňů, velká vlhkost a blíží se období dešťů,“ řekl Štěpánek.[72] Čeští vojáci museli být neustále v pohotovosti.[72] „Procházky“ v Bamaku měli zakázány.[72] Každý voják musel být přítomen na základně, aby se v případě jejího napadení mohlo okamžitě reagovat.[72]
- 8. duben – Francie stáhla z Mali prvních asi sto vojáků.[53] Hollande počítal s tím, že v červenci bude v Mali už jen 2 000 Francouzů.[53] Paříž tvrdila, že za tříměsíční intervence se podařilo způsobit oddílům radikálů velké ztráty.[53] Ředitel francouzského střediska pro tajnou službu Eric Denécé agentuře AFP řekl, že z 1 500 až 2 000 islamistických bojovníků zřejmě padlo 600 mužů.[53] Podařilo se zachytit také velké množství zbraní, munice a pohonných hmot.[53] „Teroristé se dostali do situace, v jaké byli před pěti nebo deseti lety. Neznamená to, že už nejsou nebezpeční, ale jsou významně oslabeni,“ řekl Denécé.[53] Boje však neskončily.[53] Radikálové se snažili vrátit na ztracené pozice a dosud se bojovalo u hranice s Alžírskem.[53] Francie chtěla postupně stažením svých lidí uvolnit místo africkým jednotkám a výcvik malijské armády předat evropským státům.[53]
- duben – Podle zahraničních diplomatů se džihádistické skupiny začaly stahovat ze severu Mali přes Alžírsko a Niger do Libye k tamním islamistům.[73] Jejich cílovou destinací byli především města při pobřeží na východě země, jako je Benghází nebo Derna.[73] Faktem je, že někteří Tuaregové již dříve sloužili libyjskému vůdci Muammarovi Kaddáfímu.[73] Po pádu jeho režimu se Tuaregové vrátili do své domoviny, aby bojovali za vyhlášení svého vlastního nezávislého státu Azavad.[73] Ovšem poté, co je postupně začala ze země vytlačovat spojenecká vojska pod vedením Francie, našli nové útočiště zpět v Libyi.[73]
- 25. květen – Jednadvacetiletý Alexandre Dhaussy, který konvertoval k islámu, se v Paříži pokusil zavraždit třiadvacetiletého francouzského vojáka Cédrica Cordiera.[74] Vojín bodnutí do krku nakonec přežil.[74] Než se podařilo identifikovat útočníka, Francie byla ve vysokém stupni pohotovosti kvůli obavám z útoků islamistů.[74] Zavedla hlídkování vojáků v ulicích v rámci svého plánu ochrany před terorismem zvaného Vigipirate.[74] Důvodem byla vojenská intervence Francie v Mali, za kterou si země vysloužila výhrůžky od různých islamistických skupin, především od teroristické organizace al-Káida v islámském Maghribu (AQIM).[74] Deník Le Parisien s odvoláním na policii například uvedl, že pravděpodobný útočník byl zhruba třicetiletý vousatý muž severoafrického původu.[75][76] Útok nakonec s francouzskou intervencí v Mali nesouvisel.
- 12. červen – Lidé z organizace UNESCO se poprvé od války vydali do města Timbuktu.[77] Podle týmu UNESCO zničili islamisté 15 místo odhadovaných 9 svatyň.[77] UNESCO ohlásilo, že plánuje na jejich zrestaurování pracovat.[77] S trochou štěstí a vynaložením nemalých finančních prostředků se je údajně mělo podařit zachránit.[77] UNESCO odhadovalo, že byť se 300 tisíc rukopisů podařilo z Timbuktu dostat, tak bylo téměř 4 200 rukopisů z Ústavu pro vyšší studium a islámský výzkum Ahmada Báby spáleno.[77]
- 18. červen – Vláda v Bamaku podepsala dohodu o příměří s Tuaregy.[78] Mírové dohodě mezi vládou a separatistickými Tuaregy předcházelo dvoutýdenní vyjednání, na kterou dohlížel prezident sousedního státu Burkina Faso Blaise Compaoré.[78] Příměří začalo platit okamžitě.[78] Uzavření příměří oznámil na summitu G8 francouzský prezident François Hollande.[78] Uzavření dohody o nastolení příměří potvrdil také mluvčí hlavní frakce tuaregských povstalců ze Separatistické malijské národní osvobozenecké armády (MNLA) Moussu Ag Attahera.[78]
- 27. červen – Čína přišla s nečekaným prohlášením, že je ochotná poskytnout na pět set příslušníků Čínské lidové armády k účasti na misi Spojených národů v Mali.[79] Jednotky OSN měly v západoafrické zemi dohlížet na udržení míru a politickou stabilitu po odchodu francouzských vojáků.[79] Vyslání tak velkého počtu vojáků vyvolalo rozruch, jelikož v té době působilo v misích OSN pouze něco kolem 1800 Číňanů, obvykle lékařů a inženýrů, kteří tvořili zpravidla nebojové jednotky, a hlavně ČLR od napadení Tibetu razila politiku ozbrojeně se nevměšovat do záležitostí spadajících výhradně do kompetencí suverénních států, tedy vnitřních konfliktů a občanských válek.[79] Možné spolupodílení se na zahraniční mírové operaci s přímou účastí vojenských složek zbořilo dlouhodobé tabu v čínské zahraniční politice.[79] Čínský ministr zahraničí Wang I popsal toto rozhodnutí Pekingu jako „průlom“ v zahraniční politice země.[79] Za dramatickým obratem pravděpodobně stála snaha Číny ochránit své zájmy v zahraničí.[79] Jak státní, tak soukromé čínské společnosti investovaly v zemích napříč Afrikou miliardy dolarů.[79] Přibližně milion Číňanů se navíc přímo podílel na realizaci různých projektů, počínaje výstavbou až po těžební průmysl, analyzoval The Times.[79] Politická nestabilita v Mali tak představovala pro čínské investice obrovské riziko, zvláště pokud by se konflikt rozhořel i v dalších zemích, což opakovaně již hrozilo.[79] Možným dalším faktorem byla také snaha čínské vlády ochránit své zaměstnance a občany v oblasti.[79]

### 2023
- V červnu 2023 odhlasovala Rada bezpečnosti OSN ukončení mírové mise v Mali. O 2 týdny dříve k odchodu zahraničních vojsk ze země vyzvala malijská vláda. Odchod by měl být uskutečněn k 31. prosinci 2023.[80]

### 2024
- Wagnerova skupina 29. července oznámila, že v bojích probíhajících mezi 22. a 27. červencem v okolí sídla Tinzaouaten utrpěla vážné ztráty.[81]